# Episodi di Ed (seconda stagione)
La seconda stagione della serie televisiva Ed è stata trasmessa in anteprima negli Stati Uniti d'America dalla NBC tra il 10 ottobre 2001 e il 15 maggio 2002.
In Italia questa stagione è stata trasmessa nel 2007 su Rai 2.
| nº | Titolo originale      | Titolo italiano | Prima TV USA     | Prima TV Italia |
| -- | --------------------- | --------------- | ---------------- | --------------- |
| 1  | The Stars Align       |                 | 10 ottobre 2001  | 2007            |
| 2  | Changes               |                 | 17 ottobre 2001  |                 |
| 3  | A Job Well Done       |                 | 24 ottobre 2001  |                 |
| 4  | Crazy Time            |                 | 31 ottobre 2001  |                 |
| 5  | Closure               |                 | 7 novembre 2001  |                 |
| 6  | Replacements          |                 | 14 novembre 2001 |                 |
| 7  | The New World         |                 | 21 novembre 2001 |                 |
| 8  | Goodbye Sadie         |                 | 5 dicembre 2001  |                 |
| 9  | Charity Cases         |                 | 12 dicembre 2001 |                 |
| 10 | Small Town Guys       |                 | 9 gennaio 2002   |                 |
| 11 | Two Days of Freedom   |                 | 16 gennaio 2002  |                 |
| 12 | Ends and Means        |                 | 30 gennaio 2002  |                 |
| 13 | Youth Bandits         |                 | 6 febbraio 2002  |                 |
| 14 | Things to Do Today    |                 | 27 febbraio 2002 |                 |
| 15 | Nice Guys Finish Last |                 | 6 marzo 2002     |                 |
| 16 | Wheel of Justice      |                 | 27 marzo 2002    |                 |
| 17 | Lloyd                 |                 | 3 aprile 2002    |                 |
| 18 | Trust                 |                 | 10 aprile 2002   |                 |
| 19 | The Shot              |                 | 24 aprile 2002   |                 |
| 20 | Power of the Person   |                 | 1º maggio 2002   |                 |
| 21 | Memory Lane           |                 | 8 maggio 2002    |                 |
| 22 | Last Chance           |                 | 15 maggio 2002   |                 |